# حشره‌خوار معمولی
حشره‌خوار معمولی (نام علمی: Sorex araneus) نام یک گونه از سرده حشره‌خوارهای دم‌دراز است.